# 迪奥斯达多·马卡帕加尔

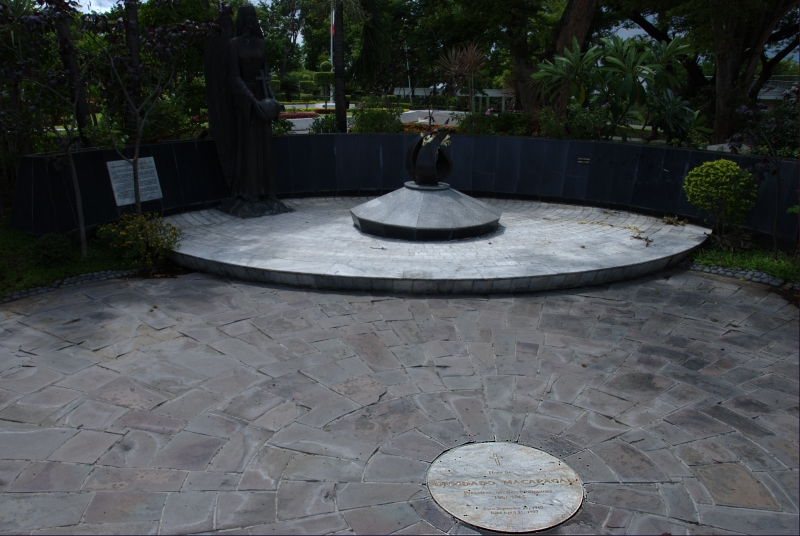
迪奥斯达多·马卡帕加尔之墓

迪奥斯达多·潘甘·马卡帕加尔（Diosdado Pangan Macapagal，1910年9月28日—1997年4月21日），菲律宾政治家，1957年-1961年的第6任菲律賓副總統及1961年-1965年第9任菲律賓總統。

## 生平
马卡帕加尔进入政治生涯前在马尼拉當律师。在第二次世界大战中他帮助反抗日本的占领。1948年他出任菲律宾驻华盛顿大使馆的第二秘书。从1949年至1956年他当选为菲律宾众议院议员，在此期间他三次当任菲律宾驻联合国大使馆的代表。1957年，菲律宾自由党党员的他出任菲律宾國民党的卡洛斯·加西亚领导的政府的副总统。
1961年自由党和进步党的联盟选举他为菲律宾总统。任期内他着重打击政府内的腐败和贪污。为了刺激菲律宾的经济增长，他采纳了富有的顾问的建议，允许菲律宾比索参加自由的金融贸易，这个政策使菲律宾在他统治期间每年损失上百万比索。他的改革政策被在参议会和众议会中占多数的國民黨阻挡。1965年他在总统大选中败给马可仕。
1979年他组织了菲律宾解放民族联盟反对马可仕政府。他的女儿格洛丽亚·马卡帕加尔·阿罗约是第14任菲律宾总统。